# Bedsted Mark
Bedsted Mark er en mindre bebyggelse 2 kilometer sydvest for Bedsted. Bebyggelsen består af to kvægejendomme, tre husmandssteder samt en transformatorstation. 
Siden 1995 har Dorte og Albert Friis drevet økologisk landbrug på Bedsted Mark.